# 이녹스
이녹스(Innox Corp.)는 대한민국의 투자사업을 하는 지주 회사이다. 본사는 충청남도 아산시 둔포면 아산밸리로 171에 위치해 있으며 대표이사는 박정진이다.

## 역사
2017년 IT소재 제조 및 판매 등을 수행하는 이녹스첨단소재가 이녹스에서 인적분할되어 이녹스는 투자사업만 영위한다.

## 상장
2006년 10월 20일에 주관사로 공모가 6,500원에 코스닥 시장에 상장하였다.

## 자회사
- ㈜알톤스포츠: 자전거
- ㈜아이베스트: 경영컨설팅

## 같이 보기
- 이녹스첨단소재
- 이녹스에코엠

## 참고문헌
1. ↑  이녹스에코엠, 330억 조달…2차전지 확대·IPO 준비, 딜사이트, 2023.04.18
2. ↑  이녹스리튬, 삼성SDI와 초대형 규모 수산화리튬 공급 계약 체결, 디일렉, 2023.11.20
3. ↑  이녹스에코엠, 中과 손잡고 베트남 증설 투자 나선다…연간 1500톤 생산 가능, 머니투데이, 2023-08-17